# Bouffry
Bouffry ist eine französische Gemeinde mit 136 Einwohnern (Stand: 1. Januar 2022) im Département Loir-et-Cher in der Region Centre-Val de Loire. Sie gehört zum Arrondissement Vendôme. 

## Geografie
Bouffry liegt etwa 55 Kilometer nordnordwestlich von Blois in der Landschaft Le Perche. Umgeben wird Bouffry von den Nachbargemeinden Droué im Norden und Westen, Commune nouvelle d’Arrou im Nordosten, Ruan-sur-Egvonne im Osten, Fontaine-Raoul im Südosten, Chauvigny-du-Perche im Süden, La Chapelle-Vicomtesse im Süden und Südwesten.

## Bevölkerungsentwicklung
| Jahr                       | 1962 | 1968 | 1975 | 1982 | 1990 | 1999 | 2006 | 2017 |
| -------------------------- | ---- | ---- | ---- | ---- | ---- | ---- | ---- | ---- |
| Einwohner                  | 316  | 244  | 182  | 147  | 137  | 158  | 152  | 134  |
| Quellen: Cassini und INSEE |      |      |      |      |      |      |      |      |

## Sehenswürdigkeiten
- Kirche Mariä Geburt